# Julius Caesar (film, 1979)
Pour les articles homonymes, voir Iulius Caesar.
Pour plus de détails, voir Fiche technique et Distribution.
Julius Caesar est un film américain réalisé par Michael Langham, sorti directement en vidéo en 1979.

## Fiche technique
- Titre original : Julius Caesar
- Réalisation : Michael Langham
- Scénario : d'après Jules César de William Shakespeare
- Production : Joseph Papp
- Société de production : New York Shakespeare Festival
- Pays :  États-Unis
- Genre : Drame et historique
  -  États-Unis : 1979

## Distribution
- Sonny Jim Gaines : Cesar
- Earle Hyman : Cicero
- Morgan Freeman : Casca
- Roscoe Orman : Marcus Brutus
- Jaime Sánchez : Marc Antoine